# Linien
Linien (De Lijn) was een Deense kunstenaarsgroep en de naam van een tijdschrift.
Linien is opgericht door de Deense kunstenaars Ejler Bille en Vilhelm Bjerke Petersen. Enkele leden die tot de groep behoorden waren: Carl-Henning Pedersen, Henry Heerup, Asger Jorn, Egill Jacobsen en Sonja Ferlov.
De groep bestond tussen 1934 en 1939 en richtte zich in eerste instantie op het surrealisme. In 1937 exposeerde een aantal leden samen, waarbij ook werk was te zien van Paul Klee, Wassily Kandinsky en Joan Miró, die door de leden van Linien bewonderd werden.
Linien wordt vaak gezien als een voorfase van de Cobra-beweging. Ejler Bille en anderen splitsten zich af en richtten zich meer op een spontane kunstuiting, een van de kenmerken van Cobra.